# Vigimantas Kisielius
Vigimantas Kisielius (* 23. Mai 1954 in Upytė, Rajongemeinde Panevėžys) ist ein litauischer Politiker und Ingenieur, ehemaliger Bürgermeister der Rajongemeinde Kėdainiai (1995–1997).

## Leben
Nach dem Abitur 1972 an der 1. Mittelschule Kėdainiai absolvierte er das Studium der angewandten Geodäsie 1979 an der Vilniaus inžinerinis statybos institutas. Von 1979 bis 1995 war er Meister, danach leitender Ingenieur und Generaldirektor im staatlichen Betrieb der Melioration Kėdainiai, seit 1998 ist er Berater der UAB „Augiva“.
Von 1995 bis 1997 war er Bürgermeister von Kėdainiai.
Seit 1993 ist er Mitglied von Tėvynės sąjunga (Lietuvos konservatoriai).
Kisielius ist verheiratet. Mit seiner Frau Elvyra hat er eine gemeinsame Tochter.